# Kilverstone
Kilverstone is een civil parish in het bestuurlijke gebied Breckland, in het Engelse graafschap Norfolk met 60 inwoners.